# Остання колонія
Остання колонія (англ. The Last Colony) — науково-фантастичний роман американського письменника Джона Скалці. Третя книга із серії Війна старого. В 2008 році роман був номінований на премію Г'юго в категорії найкращий роман.  В 2010 роман отримав японську премію в галузі фантастики «Сеюн» за найкращий перекладений роман . Українською було видано в 2023 році видавництвом «Навчальна книга — Богдан» у перекладі Алекса Антомонова.

## Сюжет
В основі сюжету лежить конфлікт між людським Союзом Колоній (СК) та Конклавом інопланетних рас. Конклав вирішив покласти край війнам за нові колонії і внормувати відносини між расами. СК не ввійшов в Конклав, тож людям заборонено засновувати нові колонії. Усі нелегальні колонії знищуються Конклавом. Проте для більшої частини людства існування Конклаву табуйована і цензурована тема.
Джон Перрі з дружиною Джейн Саган і прийомною дочкою Зої вели простий фермерський образ життя на одній з колоній, насолоджуючись своєю відставкою з військових сил. Проте спокій тривав недовго. СК запропонував очолити подружжю нову людську колонію Роанок, яку мали заснувати спільно жителі різних колоній. Заснування колонії і її місце широко висвітлюється в медіа. Проте при перельоті колоністів, виявилось, що колонія буде в зовсім іншому місці і його потрібно тримати в таємниці. Рік колонія скривається від Конклаву, але згодом СК відкриває її місцезнаходження, що викликає відповідну діяльність Конклаву на знищення колонії.
Люди умудряються знищити флот Конклаву при атаці на Роанок. Це викликало у рас Конклаву бажання помститися Союзу Колоній. Всі колонії людей опиняються під атаками позаземних рас. Роанок залишається без захисту Союзу Колоній, оскільки останньому вже не до нової колонії. Тут би існуючі зберегти.
Джону Перрі з дружиною вдається відбити нову атаку на Роанок і заодно запропонувати Конклаву новий план дій стосовно людства і, зокрема, Землі.